# Ian Crocker
Ian Lowell Crocker (* 31. August 1982 in Portland, Maine) ist ein ehemaliger US-amerikanischer Schwimmer.

## Werdegang
Crocker ist Spezialist für die kurzen Schmetterlingdistanzen und tauchte in der Weltspitze zum ersten Mal bei den Schwimmweltmeisterschaften 2001 auf, als er die Silbermedaille über 100 m Schmetterling gewann. Zuvor hatte er zwar schon bei den Olympischen Spielen 2000 in Sydney eine Goldmedaille mit der 4 × 100-m-Lagenstaffel gewonnen, doch war Silber bei einer Einzelkonkurrenz der Durchbruch für ihn. 2003 wurde er dann Weltrekordler und Weltmeister über 100 m Schmetterling und gewann Silber über 50 m Schmetterling.
Bei den Olympischen Spielen 2004 in Athen war er der große Favorit über 100 m Delphin, musste sich jedoch dem neuen Star Michael Phelps geschlagen geben und gewann die Silbermedaille. Eine Goldmedaille aus Athen nahm er erneut mit der 4 × 100-m-Lagenstaffel mit nach Haus. Mit der 4 × 100-m-Freistilstaffel gewann er die Bronzemedaille.
In Montréal bei den Schwimmweltmeisterschaften 2005 musste er sich auf der nichtolympischen 50-m-Schmetterlingsdistanz dem Südafrikaner Roland Mark Schoeman geschlagen geben, der ihm bereits im Halbfinale seinen Weltrekord abgenommen hatte und diesen dann im Finale nochmals auf 22,96 s verbesserte. Dafür gewann Crocker die 100 m Schmetterling in neuer Weltrekordzeit und wurde auch mit der amerikanischen 4 × 100-m-Lagenstaffel Weltmeister.
2008 qualifizierte sich Crocker hinter Michael Phelps bei den Olympiatrials 2008 über 100 m Schmetterling für die Olympischen Sommerspiele 2008 in Peking, wo er Vierter wurde und schließlich sein Karriereende bekanntgab.

## Rekorde
| Weltrekorde (1)                | Weltrekorde (1) | Weltrekorde (1) | Weltrekorde (1) |
| ------------------------------ | --------------- | --------------- | --------------- |
| 100 m Schmetterling (Kurzbahn) | 00:49,07 min    | 26. März 2004   | New York        |
| (Stand: 3. August 2009)        |                 |                 |                 |